# یاشنگتسا (استان سیلسیان)
یاشنگتسا (به لاتین: Jasienica) یک روستا در لهستان است که در گمینا یاشنگتسا واقع شده‌است. یاشنگتسا ۱۱٫۷۱۸ کیلومتر مربع مساحت و ۴٬۸۷۲ نفر جمعیت دارد.